# Archidiakónus
Az archidiakónus vagy más nevein archidiakonus vagy archidiákonus egy egyházi személy, amely közvetlenül a püspök alatt van, és számos keresztény egyházban főesperes.

## Etimológia
Görög eredetű összetett szó: ἀρχι (az első) + διάκονος (szolga, miniszter).

## Római katolikus egyház
A régi keresztény egyházban a diakónusok és az alsóbbrendű papság élén álló diakónus; feladata volt a szegénygondozás és az egyház anyagi ügyeinek intézése.
Az egyház első korában a püspök mellett presbiterekből és diakónusokból álló presbitérium volt szervezve. A legidősebb presbiter helyettese volt a püspöknek a papi működésekben, melyekre a püspöki rend szorosan nem kívántatott, a püspök egyéb teendőivel a diakónusoknak egyike bízatott meg, amaz az «archipresbiter», emez az «archidiakonus», aki azonban idővel rangra és hatalomra annyira túlszárnyalta az előbbit, hogy szinte a presbiterek közül került ki.
Az archidiakonusok a középkorban nagy hatalomra tettek szert, mely már a püspöki hatalmat is háttérbe szorította. A 16. századi trienti zsinat végül hatalmukat szűk körre korlátozta.